# Ялым (Свердловская область)
Ялым — деревня в Ачитском городском округе Свердловской области. Управляется Заринским сельским советом.

## География
Населённый пункт располагается а нижнем течении реки Ут в 12 километрах на восток от посёлка городского типа Ачит.

### Часовой пояс
Ялым, как и вся Свердловская область, находится в часовой зоне МСК+2. Смещение применяемого времени относительно UTC составляет +5:00.

## Население
| 2002 | 2010 | 2021 |
| ---- | ---- | ---- |
| 265  | ↘193 | ↘158 |

## Инфраструктура
Деревня разделена на четыре улицы: Дружбы, Кожевникова, Нагорная, Новая.